# Хроника царствования Карла IX
«Хро́ника ца́рствования Ка́рла IX» (фр. Chronique du règne de Charles IX) — исторический роман французского писателя Проспера Мериме, написанный в 1829 году. В произведении показана Франция XVI века, любовная история молодого дворянина Бернара де Мержи и придворной красавицы Дианы де Тюржи тесно сплетена с борьбой католиков с гугенотами и событиями Варфоломеевской ночи.

## Издание
В 1829 году Мериме выступил со своим первым крупным повествовательным произведением — историческим романом «Хроника царствования Карла IX». В январском номере журнала «Ревю франсэз» появилась глава XVII «Хроники» («Аудиенция»), а в начале марта уже вся книга вышла в издательстве Александра Менье. Таким образом, роман был написан очень быстро — всего за несколько месяцев. Эта поспешная работа не вполне удовлетворила Мериме, и он тщательно правил текст романа при каждом новом его переиздании (1832, 1842, 1847, 1853).
Вскоре «Хронику» стали переводить на иностранные языки. В Германии она вышла уже в 1829 году. Через год её напечатало одно из американских издательств. «Литературная газета» Антона Дельвига в конце мая 1830 года (№ 28) поместила главу XI «Хроники» под названием «Поединок». Написанная в 1835 году опера «Гугеноты», являющаяся центральной в творчестве Джакомо Мейербера, была впервые поставлена 29 февраля 1836 года на сцене Парижской оперы по мотивам романа.

## Источники

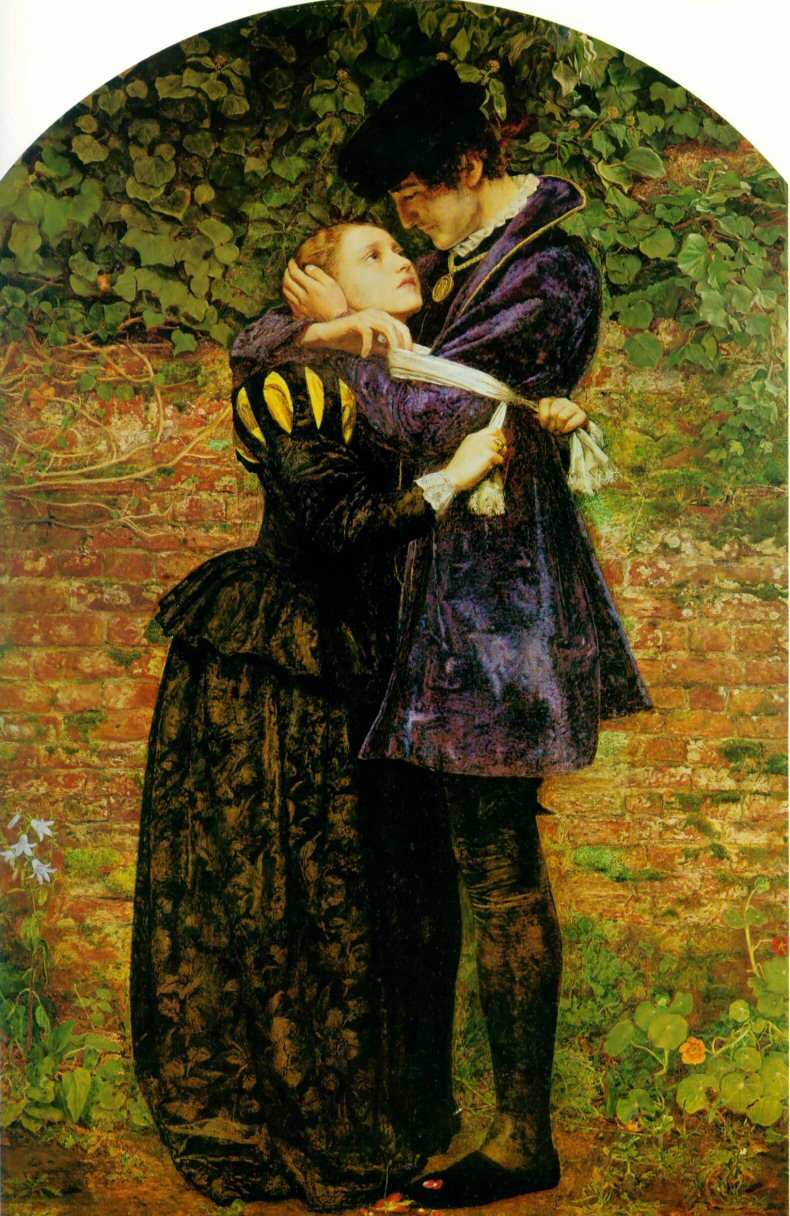
Джон Эверетт Милле. «Гугенот в день св. Варфоломея», 1852 год. Девушка-католичка пытается надеть на руку возлюбленному-гугеноту белую повязку в знак приверженности к католицизму. Юноша стягивает повязку той же рукой, которой обнимает девушку.

## Критика
В многочисленных рецензиях, появившихся вскоре же после выхода романа в свет, особо отмечалась свобода Мериме от преувеличений и односторонности романтической школы. Критика подчёркивала лаконизм языка, мастерство в изображении характеров.